# Rainer Schmidt
Rainer Schmidt (n. 1 august 1948, Langewiesen, Turingia, Germania) este un săritor cu schiurile ce a reprezentat Germania, medaliat olimpic. A participat la o ediție a Jocurilor Olimpice (1972) în care a câștigat o medalie de bronz.